# Чорний Іван Іванович
Іван Іванович Чорний (3 березня 1925 — 8 грудня 2008) — український художник, живописець, лауреат різних премій і нагород.

## Біографія
Іван Чорний народився в селі Яковлівка (нині Роздільнянського району Одеської області). 1943 рік — участь в німецько-радянській війні. Після важкого поранення був комісований. 1946 — 1951 pр. — навчався на живописно-педагогічному відділенні Одеського художнього училища. Викладачі: проф. Мучник Л. Є., Павлюк Н. А., Поплавський М. К., Кордонський М. Л., Злочевський П. А. З 1952 року жив і працював в Сочі. Учасник міських, крайових, зональних, республіканських виставок. Автор ряду монументальних і декоративних робіт.

## Творчість
1963 рік — персональна виставка в м. Сочі. На виставці експонувалося 87 творів. 1965 — 1966 рр. — виконав розпис у вестибюлі санаторію «Салют». З 1967 року — Член спілки художників СРСР, Росії. 1967 рік — написав полотно «Народжені бурею». Участь у республіканській виставці «Радянська Росія». 1967 — 1968 рр. — виконав серію малюнків та акварелей «Госпіталь ветеранів Великої Вітчизняної війни». 1968 рік — створена робота «М. Островський. 1928 рік». 1970 рік — надано звання «Лауреат премії комсомолу Кубані ім. М. Островського» 1970 рік — персональна виставка в м. Сочі. Персональна виставка в м. Краснодарі. На кожній виставці представлено 107 робіт.
1970 — 1971 рр. — робота над фрескою, присвяченій Дню Перемоги, в танцювальному залі санаторію «Аврора». 1971 рік — участь у виставці, присвяченій 100-річчю від дня народження В. І. Леніна. 1971 рік — оформлення залу ресторану «Катюша». 1972, 1974 рр. — творчі поїздки на Інгурі ГЕС. 1973, 1976 р. — творчі поїздки в Крим. 1974 рік — створив мальовничі портрети ветеранів Німецько-радянської війни: Прасолова І. Ф., Бірючкова М. І. Написав картину «Ветерани». 1974 рік — участь в зональній художній виставці «Радянський Південь». 1978 рік — участь у виставці «Художники Кубані». 1985 рік — участь у виставці сочинських художників-фронтовиків, присвяченій 40-річчю Перемоги. 1985 рік — персональна виставка в м. Сочі. 1999 рік — персональна виставка в м. Сочі. 2003 рік — Персональна виставка «Метаморфози Івана Чорного» в м. Сочі. 2005 рік — персональна виставка живопису та графіки «Вчора була війна …», присвячена 60-річчю Великої Перемоги і 80-річчю від дня народження художника. 2007 рік — Перше місце і «Золота кисть» в номінації «Живопис». 8 грудня 2008 року пішов з життя. 2010 рік — експозиція робіт на виставці «Перемога!», присвячена 65-річчю Великої Перемоги, в сочинському художньому музеї.